# Laurence Giavarini
Laurence Giavarini est une enseignante-chercheuse française, anciennement critique de cinéma,.
Formée à l'École normale supérieure de Fontenay-aux-Roses en 1984-1988, elle y passe l'agrégation de lettres modernes en 1987, puis enseigne en lycée et en collège en Île-de-France jusqu'en 1994.

## Critique de cinéma
En mai 1990, elle entre aux Cahiers du cinéma alors dirigés par Serge Toubiana. Pendant trois ans et jusqu'à l'été 1993, elle écrit régulièrement pour la revue, signant plus d'une soixante de textes sur les nouvelles sorties d'auteurs exigeants (Jean-Luc Godard, Jean-Marie Straub et Danièle Huillet, João César Monteiro) et réalisant plusieurs entretiens (Éric Rohmer, Abbas Kiarostami, Víctor Erice). Depuis 1993, elle a publié plusieurs fois dans les Cahiers sur des sujets allant de Stanley Kubrick (2000) à Parcoursup (2018) ; elle a également contribué à la revue Trafic (numéros 22, 45, 47), ainsi qu'à Vertigo, à La Lettre du cinéma (où elle a publié en trois livraisons le scénario du cinéaste Pierre Zucca adapté de L'Astrée) et à quelques ouvrages collectifs : sur le premier film (L'enfance nue de Maurice Pialat), sur Hsou Hsiao-hsien (Le temps de vivre, le temps de mourir), John Ford ("Une pastorale américaine") ou Muriel d'Alain Resnais (penser/rêver n°20).

## Enseignante-chercheuse
Elle se concentre ensuite sur sa carrière universitaire, enseignant à l'Université Paris-Diderot où elle soutient sa thèse de doctorat en littérature française (1997), puis à l'Université de Bourgogne comme maîtresse de conférences dès 1998. Elle obtient son habilitation à diriger des recherches à l'Université Sorbonne-Nouvelle en 2017.
Ses travaux universitaires portent sur les politiques de la littérature et l'expérience de l'histoire au XVIIe siècle. Elle a pour terrains d'étude privilégiés la littérature pastorale, la question libertine, l'écriture libellistique. Historienne de la littérature "en train de devenir littérature", elle s'intéresse tout particulièrement aux méthodes d'écriture de l'histoire littéraire ainsi qu'aux liens entre lettres et sciences sociales : elle a ainsi dirigé des collectifs sur l'écriture des juristes, sur les rapports entre écriture et normativité, sur la question de l'exemple et de l'exemplarité en rapport avec l'écriture de l'histoire, sur la notion d'expérience. Elle participe depuis 1996 aux travaux du Grihl (séminaire Paris 3/ EHESS) : elle a notamment contribué dans ce cadre à l'édition critique de La Bibliothèque française de Charles Sorel (2015) et coécrit l'introduction d'un ouvrage collectif intitulé Écriture et Action, XVIIe – XIXe siècle, une enquête collective (2016).
Depuis 2020, elle travaille sur les groupes dans l'histoire littéraire et les pratiques collectives de publication de la littérature pendant l'Ancien Régime : cette perspective l'a conduite à engager une enquête sur "la littérature des familles" – les façons pour les membres d'une famille de "faire groupe" par l'écriture et la littérature, la mobilisation de la parenté dans les stratégies d'auteur et d'autrice, le rôle même de cette parenté dans la construction des auteurs et autrices d'Ancien Régime (XVIe – XVIIIe siècle).

## Engagement universitaire
En janvier 2008, elle est cofondatrice du collectif Sauvons l'Université! qui se consacre à l'analyse des réformes universitaires depuis la loi LRU ; elle en a été une des porte-parole (jusqu'en 2010) et contribue à l'animation du site du collectif depuis sa fondation et jusqu'en 2020. Elle s'est tout particulièrement engagée dans le mouvement universitaire de 2009, à travers des tribunes et des analyses collectives, puis dans les différentes "répliques" de la loi LRU (acte II, LPPR,…), jusqu'en 2019-2020. Elle a participé dans ce cadre au séminaire Politique des Sciences du 30 janvier 2020 à l'EHESS, consacré à une analyse réflexive des réformes du supérieur.